# Гней Корнелий Долабелла (священный царь)
Гней Корне́лий Долабе́лла (лат. Gnaeus Cornelius Dolabella; умер в 180 году до н. э.) — римский государственный и религиозный деятель из патрицианского рода Корнелиев Долабелл, священный царь в 208—180 гг. до н. э.
Гней Корнелий Долабелла — сын Гнея Корнелия Долабеллы и, возможно, отец консула в 159 году до н. э. Гнея Корнелия Долабеллы.
Около 211/209 года до н. э. Гней Корнелий  — монетарий; в 208 году он — священный царь (лат. rex sacrorum) вместо Марка Марция, занимал эту должность до своей смерти в 180 году до н. э.